# Rally di Finlandia 2010
Il Rally di Finlandia 2010 è stata l'ottava tappa del Campionato del mondo rally 2010. Il rally è stato disputato dal 29 al 31 luglio, e ha preso il via a Jyväskylä.
Il Finlandese Jari-Matti Latvala si aggiudica la competizione precedendo nel podio i due Francesi Sébastien Ogier e Sébastien Loeb.
Con il nono posto in graduatoria generale Juho Hänninen si aggiudica la vittoria nella classe SWRC, mentre l'estone Ott Tänak con il diciottesimo posto nella graduatoria generale si aggiudica la vittoria nella classe PWRC.

## Dati della prova
| Rally di Finlandia 2010             | Rally di Finlandia 2010                   |
| ----------------------------------- | ----------------------------------------- |
| Denominazione ufficiale             | Neste Oil Rally di Finlandia              |
| Tappa N°                            | 8                                         |
| Edizione N°                         | 60                                        |
| Data manifestazione                 | da giovedì 29/07/2010 a sabato 31/07/2010 |
| Paese ospitante                     | Jyväskylä                                 |
| Superficie                          | Sterrato                                  |
| Piloti iscritti                     | 102                                       |
| Partiti                             | 99                                        |
| Arrivati                            | 61 (61,6 % )                              |
| Prove                               | 19                                        |
| La più breve                        | 4,19 km (PS1 Laajavuori 1)                |
| La più lunga                        | 29,29 km (PS13 Vaarinmaja)                |
| Velocità media minore               | 97,25 km/h (PS11 Laajavuori 2)            |
| Velocità media maggiore             | 133,09 km/h (PS10 Myhinpaa 2)             |
| Lunghezza complessiva tappe         | 310,05 km (23,7% della distanza totale)   |
| Lunghezza complessiva trasferimento | 997,82 km                                 |
| Distanza totale                     | 1,307.87 km                               |

## Risultati

### Classifica
| 60° Neste Oil Rally Finland 2010 | 60° Neste Oil Rally Finland 2010 | 60° Neste Oil Rally Finland 2010 | 60° Neste Oil Rally Finland 2010 | 60° Neste Oil Rally Finland 2010 | 60° Neste Oil Rally Finland 2010 | 60° Neste Oil Rally Finland 2010 | 60° Neste Oil Rally Finland 2010 |
| Classifica Generale              | Classifica Generale              | Classifica Generale              | Classifica Generale              | Classifica Generale              | Classifica Generale              | Classifica Generale              | Classifica Generale              |
| Pos                              | Pilota                           | Co-pilota                        | Auto                             | Tempo                            | Distacco                         | V.media                          | Punti                            |
| -------------------------------- | -------------------------------- | -------------------------------- | -------------------------------- | -------------------------------- | -------------------------------- | -------------------------------- | -------------------------------- |
| 1°                               | Jari-Matti Latvala               | Miikka Anttila                   | Ford Focus RS WRC '09            | 2: 31: 29.6                      | 0.0                              | 122.8 km/h                       | 25                               |
| 2°                               | Sébastien Ogier                  | Julien Ingrassia                 | Citroën C4 WRC                   | 2: 31: 39.7                      | + 10.1                           | 122.7 km/h                       | 18                               |
| 3°                               | Sébastien Loeb                   | Daniel Elena                     | Citroën C4 WRC                   | 2: 31: 55.6                      | + 26.0                           | 122.4 km/h                       | 15                               |
| 4°                               | Petter Solberg                   | Chris Patterson                  | Citroën C4 WRC                   | 2: 32: 00.3                      | + 30.7                           | 122.4 km/h                       | 12                               |
| 5°                               | Daniel Sordo                     | Marc Martí                       | Citroën C4 WRC                   | 2: 33: 14.6                      | + 1: 45.0                        | 121.4 km/h                       | 10                               |
| 6°                               | Matthew Wilson                   | Scott Martin                     | Ford Focus RS WRC '08            | 2: 37: 13.3                      | + 5: 43.7                        | 118.3 km/h                       | 8                                |
| 7°                               | Mads Østberg                     | Jonas Andersson                  | Subaru Impreza S12B WRC '07      | 2: 37: 20.4                      | + 5: 50.8                        | 118.2 km/h                       | 6                                |
| 8°                               | Juha Kankkunen                   | Juha Repo                        | Ford Focus RS WRC '08            | 2: 39: 18.6                      | + 7: 49.0                        | 116.8 km/h                       | 4                                |
| 9°                               | Juho Hänninen                    | Mikko Markkula                   | Škoda Fabia S2000                | 2: 40: 34.6                      | + 9: 05.0                        | 115.9 km/h                       | 2                                |
| 10°                              | Per-Gunnar Andersson             | Anders Fredriksson               | Škoda Fabia S2000                | 2: 41: 45.3                      | + 10: 15.7                       | 115.0 km/h                       | 1                                |
| SWRC                             |                                  |                                  |                                  |                                  |                                  |                                  |                                  |
| 1° (9°)                          | Juho Hänninen                    | Mikko Markkula                   | Škoda Fabia S2000                | 2: 40: 34.6                      | 0: 0                             | 115.9 km/h                       | 25                               |
| 2° (10°)                         | Per-Gunnar Andersson             | Anders Fredriksson               | Škoda Fabia S2000                | 2: 41: 45.3                      | + 1: 10.7                        | 115.0 km/h                       | 18                               |
| 3° (11°)                         | Patrik Sandell                   | Emil Axelsson                    | Škoda Fabia S2000                | 2: 42: 04.6                      | + 1: 30.0                        | 114.8 km/h                       | 15                               |
| 4° (13°)                         | Martin Prokop                    | Jan Tománek                      | Ford Fiesta S2000                | 2: 44: 41.8                      | + 4: 07.2                        | 113.0 km/h                       | 12                               |
| 5° (16°)                         | Michał Kościuszko                | Maciej Szczepaniak               | Škoda Fabia S2000                | 2: 46: 29.7                      | + 5: 55.1                        | 111.7 km/h                       | 10                               |
| 6° (17°)                         | Janne Tuohino                    | Marko Sallinen                   | Ford Fiesta S2000                | 2: 46: 44.3                      | + 6: 09.7                        | 111.6 km/h                       | 8                                |
| 7° (29°)                         | Nasser Al-Attiyah                | Giovanni Bernacchini             | Ford Fiesta S2000                | 2: 57: 50.1                      | + 17: 15.5                       | 104.6 km/h                       | 6                                |
| PWRC                             |                                  |                                  |                                  |                                  |                                  |                                  |                                  |
| 1° (18°)                         | Ott Tänak                        | Kuldar Sikk                      | Mitsubishi Lancer Evo X          | 2: 46: 50.5                      | + 0: 0                           | 111.5 km/h                       | 25                               |
| 2° (20°)                         | Jukka Ketomäki                   | Kai Risberg                      | Mitsubishi Lancer Evo X          | 2: 48: 18.1                      | + 1: 28.3                        | 110.5 km/h                       | 18                               |
| 3° (21°)                         | Hayden Paddon                    | John Kennard                     | Mitsubishi Lancer Evo X          | 2: 49: 56.5                      | + 3: 06.0                        | 109.5 km/h                       | 15                               |
| 4° (24°)                         | Anders Grondal                   | Veronica Engan                   | Subaru Impreza STi               | 2: 51: 45.8                      | + 4: 55.3                        | 108.3 km/h                       | 12                               |
| 5° (28°)                         | Alex Raschi                      | Rudy Pollet                      | Mitsubishi Lancer Evo X          | 2: 57: 03.6                      | + 10: 13.1                       | 105.1 km/h                       | 10                               |
| 6° (30°)                         | Martin Semerád                   | Michal Ernst                     | Mitsubishi Lancer Evo IX         | 2: 58: 26.7                      | + 11: 36.2                       | 104.3 km/h                       | 8                                |
| 7° (32°)                         | Reijo Muhonen                    | Miika Teiskonen                  | Mitsubishi Lancer Evo X          | 2: 59: 52.5                      | + 13: 02.0                       | 103.4 km/h                       | 6                                |
| 8° (39°)                         | Rui Wang                         | Yiping Chen                      | Subaru Impreza STi               | 3: 04: 53.4                      | + 18: 02.9                       | 100.6 km/h                       | 4                                |
| 9° (39°)                         | Peter Horsey                     | Calvin Cooledge                  | Mitsubishi Lancer Evo X          | 3: 05: 15.6                      | + 18: 25.1                       | 100.4 km/h                       | 2                                |
| 10° (41°)                        | Nick Georgiou                    | Joseph Matar                     | Mitsubishi Lancer Evo X          | 3: 05: 58.2                      | + 19: 07.7                       | 100.0 km/h                       | 1                                |

### Prove speciali
| Giorno                 | Prova | Ora   | Nome         | Lunghezza | Vincitore          | Tempo    | V. media   | Leader del rally   |
| ---------------------- | ----- | ----- | ------------ | --------- | ------------------ | -------- | ---------- | ------------------ |
| Frazione 1 (29 luglio) | PS1   | 18:45 | Laajavuori 1 | 4,19 km   | Petter Solberg     | 2: 33.2  | 98.5 km/h  | Petter Solberg     |
|                        |       |       |              |           |                    |          |            | Petter Solberg     |
| Frazione 2 (30 luglio) | PS2   | 7:42  | Urria 1      | 12,75 km  | Mikko Hirvonen     | 5: 55.8  | 129.8 km/h | Mikko Hirvonen     |
| Frazione 2 (30 luglio) | PS3   | 8:40  | Jukojarvi 1  | 22,29 km  | Mikko Hirvonen     | 10: 33.7 | 126.6 km/h | Mikko Hirvonen     |
| Frazione 2 (30 luglio) | PS4   | 10:06 | Urria 2      | 12,75 km  | Sébastien Ogier    | 5: 52.9  | 130.1 km/h | Petter Solberg     |
| Frazione 2 (30 luglio) | PS5   | 11:04 | Jukojarvi 2  | 22,29 km  | Daniel Sordo       | 10: 28.7 | 127.6 km/h | Petter Solberg     |
| Frazione 2 (30 luglio) | PS6   | 13:58 | Lankamaa     | 24,87 km  | Jari-Matti Latvala | 12: 03.3 | 123.8 km/h | Petter Solberg     |
| Frazione 2 (30 luglio) | PS7   | 15:01 | Sirkkamaki 1 | 6,45 km   | Jari-Matti Latvala | 3: 04.4  | 125.9 km/h | Jari-Matti Latvala |
| Frazione 2 (30 luglio) | PS8   | 15:36 | Myhinpää 1   | 15,52 km  | Sébastien Loeb     | 7: 07.8  | 130.6 km/h | Jari-Matti Latvala |
| Frazione 2 (30 luglio) | PS9   | 17:27 | Sirkkamaki 2 | 6,45 km   | Jari-Matti Latvala | 3: 01.4  | 128.0 km/h | Jari-Matti Latvala |
| Frazione 2 (30 luglio) | PS10  | 18:02 | Myhinpää 2   | 15,52 km  | Sébastien Loeb     | 6: 59.8  | 133.1 km/h | Jari-Matti Latvala |
| Frazione 2 (30 luglio) | PS11  | 20:00 | Laajavuori 2 | 4,9 km    | Petter Solberg     | 2: 35.1  | 97.3 km/h  | Jari-Matti Latvala |
|                        |       |       |              |           |                    |          |            | Jari-Matti Latvala |
| Frazione 3 (31 luglio) | PS12  | 7:33  | Kolonkulma   | 10,35 km  | Sébastien Ogier    | 5: 06.4  | 121.6 km/h | Jari-Matti Latvala |
| Frazione 3 (31 luglio) | PS13  | 8:01  | Väärinmaja   | 29,29 km  | Sébastien Loeb     | 14: 46.9 | 118.9 km/h | Jari-Matti Latvala |
| Frazione 3 (31 luglio) | PS14  | 9:44  | Surkee 1     | 19,59 km  | Jari-Matti Latvala | 9: 56.4  | 118.2 km/h | Jari-Matti Latvala |
| Frazione 3 (31 luglio) | PS15  | 11:59 | Leustu 1     | 21,35 km  | Sébastien Loeb     | 10: 08.8 | 126.2 km/h | Jari-Matti Latvala |
| Frazione 3 (31 luglio) | PS16  | 12:46 | Himos 1      | 20,63 km  | Sébastien Loeb     | 10: 28.5 | 118.2 km/h | Jari-Matti Latvala |
| Frazione 3 (31 luglio) | PS17  | 14:03 | Surkee 2     | 19,59 km  | Sébastien Ogier    | 9: 53.6  | 118.8 km/h | Jari-Matti Latvala |
| Frazione 3 (31 luglio) | PS18  | 16:23 | Leustu 2     | 21,35 km  | Jari-Matti Latvala | 9: 59.9  | 128.1 km/h | Jari-Matti Latvala |
| Frazione 3 (31 luglio) | PS19  | 17:10 | Himos 2      | 20,63 km  | Sébastien Ogier    | 10: 15.7 | 120.6 km/h | Jari-Matti Latvala |